# Egyiptomi font
Az egyiptomi font Egyiptom hivatalos pénzneme. Arabul gunaihnak nevezik, amit az egyiptomi arabban gininek ejtenek (el-Gunaih el-Maṣrī, الجنيه المصرى, azaz egyiptomi gunaih), ez a név valószínűleg az angol guinea arany pénzérme nevéből származik. Váltópénze a kurus (qirsh, قرش;, vagy piaszter) és a malleem (مليم; millieme); 1 font = 100 piaszter = 1000 millieme.

## Története
Egy 1834-es angol királyi rendelet elrendelte egy bimetallizmuson alapuló egyiptomi pénznem bevezetését. 1836-ban egyiptomi fontokat vertek és hoztak forgalomba.
A font eredetileg 100 piaszterre, a piaszter pedig 40 parára oszlott. 1885-től parát már nem hoztak forgalomba, helyette a piasztert tizedekre (عشرالقرش oshr al-qirsh) osztották. A tizedet 1916-ban millieme-re (ezredre) nevezték át.
1885-1914 között a font árfolyamát törvényben rögzítették a fontosabb valutákéhoz, így a fontot gyakorlatilag az aranystandardhoz rögzítették (akkoriban a legtöbb jelentős valuta árfolyama az aranystandardhoz volt rögzítve).
A National Bank of Egypt 1899. április 3-án bocsátotta ki az első egyiptomi bankjegyeket.
1960. július 19-én a Central Bank of Egypt lett Egyiptom központi bankja. 1968-ban kezdték el itt kibocsátani a bankjegyeket. Az egyre nagyobb igény miatt nagy címletű bankjegyeket bocsátottak ki: 1977 májusában a 20 fontos, 1979-ben az 50 fontos, 1993-ban a 100 fontos bankjegyet.
2004-ben az alábbiak szerint oszlott meg a bankjegyek száma: 30,9%-a 100 fontos, 38%-a 50 fontos, 18,4%-a 20 fontos, 9,2%-a 10 fontos, 2,1%-a 5 fontos, 0,9%-a 1 fontos, 0,3%-a 50 piaszteres, 0,2%-a 25 piaszteres volt.
2016. november 3-án 48%-kal értékelték le a fontot.
2017 júniusára az éves infláció 29,8% lett, ezzel tovább értéktelenedett az amúgy is gyenge font árfolyama.

## Érmék
Az érmék szerepe Egyiptomban még a kis címletek esetében is másodlagos a papírpénzekéhez képest. A legutóbbi időkig csak 5, 10, 20 és 25 piaszter címletű érmék voltak forgalomban (a legújabb 25 piaszteres érmék lyukasak). 2005-ben új ötvenpiaszteres, illetve egyfontos érme (ez utóbbi bicolor kivitelben) forgalombahozatalát jelentették be, amit a font több évtizedes leértékelődése indokol. 2006. június 1-jén kerültek a forgalomba az ötvenpiaszteres és egyfontos érmék, az előbbin VII. Kleopátra, az utóbbin Tutanhamon látható. A fém pénzek helyett inkább a papírpénzeket használják.

| Kép     | Kép                                                                               | Névérték    | Műszaki paraméterek                | Műszaki paraméterek | Műszaki paraméterek | Műszaki paraméterek                                          | Leírás                                              | Leírás                                                  | Dátumok    | Dátumok     |
| Előlap  | Hátlap                                                                            | Névérték    | Átmérő                             | Vastagság           | Tömeg               | Összetétel                                                   | Előlap                                              | Hátlap                                                  | Kibocsátás | Visszavonás |
| ------- | --------------------------------------------------------------------------------- | ----------- | ---------------------------------- | ------------------- | ------------------- | ------------------------------------------------------------ | --------------------------------------------------- | ------------------------------------------------------- | ---------- | ----------- |
|         |                                                                                   | 25 piaszter | 12 mm                              | 1,26 mm             | 4,5 g               | 94% acél, 2% réz, 4% nikkelbevonat                           | Névérték arabul és angolul                          | iszlám és nemzetközi évszám                             | 2008       | forgalomban |
|         |                                                                                   | 50 piaszter | 25 mm                              | 1,58 mm             | 6,5 g               | 75% réz, 20% cink, 5% nikkel                                 | VII. Kleopátra arcképe, iszlám és nemzetközi évszám | Névérték arabul és angolul                              | 2005       | forgalomban |
| 23 mm   | 1,7 mm                                                                            | 50 piaszter | 94% acél, 2% nikkel, 4% rézbevonat | 2007                | 6,5 g               |                                                              | VII. Kleopátra arcképe, iszlám és nemzetközi évszám | Névérték arabul és angolul                              |            | forgalomban |
|         |                                                                                   | 1 font      | 25 mm                              | 1,89 mm             | 8,5 g               | Gyűrű: 75% réz, 25% nikkel mag: 75% réz, 20% cink, 5% nikkel | Tutanhamon maszkja                                  | iszlám és nemzetközi évszám, Névérték arabul és angolul | 2005       | forgalomban |
| 1,96 mm | Gyűrű: 94% acél, 2% réz, 4% nikkelbevonat mag: 94% acél, 2% nikkel, 4% rézbevonat | 1 font      | 25 mm                              | 2008                | 8,5 g               |                                                              | Tutanhamon maszkja                                  | iszlám és nemzetközi évszám, Névérték arabul és angolul |            | forgalomban |

## Bankjegyek

### 1979-es sorozat
Az öt- és tízpiaszteres papírpénzek államjegyek voltak (kibocsátójuk az egyiptomi állam), míg a 25 piaszter feletti papírpénzek egyiptomi bankjegyek, kibocsátójuk az egyiptomi jegybank, az Egyiptomi Központi Bank). A bankjegyek kétnyelvűek: egyik oldalukon arab-, a másikon angol nyelvű feliratok szerepelnek. Az előlapon az egyiptomi muszlim kultúrához kapcsolódó épületek (kivétel nélkül mecsetek), a hátoldalon (a 25 piaszteres bankjegy kivételével) óegyiptomi szobrok és domborművek szerepelnek. 2006 decemberében új, 500 font címletű bankjegyek forgalomba hozatalát jelentették be, de bevezetésére nem került sor.
| Kép    | Kép    | Érték       | méret       | szín         | leírás                  | leírás                                                  | Első kibocsátás éve |      |
| előlap | hátlap | Érték       | méret       | szín         | előlap                  | hátlap                                                  | Első kibocsátás éve |      |
| ------ | ------ | ----------- | ----------- | ------------ | ----------------------- | ------------------------------------------------------- | ------------------- | ---- |
|        |        | 25 piaszter | 130 x 70 mm | kék          | al-Szajida Ajsa-mecset  | Egyiptom címere                                         | 1985                |      |
|        |        | 50 piaszter | 135 x 70 mm | narancssárga | al-Azhar-mecset         | II. Ramszesz fáraó                                      | 1985                |      |
|        |        | 1 font      | 140 x 70 mm | barna        | Káitbej szultán mecsete | Abu Szimbel-i nagyobbik templom                         | 1978                |      |
|        |        | 5 font      | 145 x 70 mm | kékeszöld    | Ibn Túlún-mecset        | Hápi, az áradó Nílus istene                             | 1981                | 1981 |
|        |        | 10 font     | 150 x 70 mm | rózsaszín    | Refáje-mecset           | Hafré a sólyommal                                       | 2003                | 2003 |
|        |        | 20 font     | 155 x 70 mm | zöld         | Muhammad Ali-mecset     | harckocsizó fáraó és dombormű I. Szenuszert templomából | 1978                |      |
|        |        | 50 font     | 160 x 70 mm | barnáspiros  | Abu Háriba-mecset       | az edfui templom                                        | 1993                | 1993 |
|        |        | 100 font    | 165 x 70 mm | lila         | Hasszán szultán mecsete | a nagy szfinx                                           | 1994                | 1994 |
|        |        | 200 font    | 175 x 80 mm | olajzöld     | Kánibej mecsete         | ülő írnok szobra                                        | 2007                | 2007 |

### 2022-es sorozat
2022-ben új polimer alapú 10 fontos, 2023-ban új polimer alapú 20 fontos bankjegy került forgalomba.
| Kép    | Kép    | Érték   | méret       | szín      | leírás                            | leírás                                         | Dátumok   | Dátumok          | Dátumok     |
| előlap | hátlap | Érték   | méret       | szín      | előlap                            | hátlap                                         | nyomtatás | kibocsátás       | visszavonás |
| ------ | ------ | ------- | ----------- | --------- | --------------------------------- | ---------------------------------------------- | --------- | ---------------- | ----------- |
|        |        | 10 font | 132 x 69 mm | sárga     | Fattah Al-Alim-mecset             | Hatsepszut                                     | 2022      | 2022. július 6.  | forgalomban |
|        |        | 20 font | ?           | zöld, kék | Muhammad Ali pasa-mecset Kairóban | II. Ramszesz, a nagy piramis, Kleopátra szobra | 2022      | 2023. június 20. | forgalomban |

## Történelmi valutaárfolyamok

### Font sterling
A következő táblázat az angol font árfolyamát adja meg egyiptomi fontban:
| Időszak   | Hivatalos árfolyam |
| --------- | ------------------ |
| 1885-1949 | EGP 0,97           |

### Amerikai dollár
A következő táblázat az amerikai dollár árfolyamát adja meg egyiptomi fontban:
| Időszak   | Hivatalos árfolyam | Időszak   | Hivatalos árfolyam | Időszak   | Hivatalos árfolyam |
| --------- | ------------------ | --------- | ------------------ | --------- | ------------------ |
| 1885-1939 | EGP 0,20           | 1940-1949 | EGP 0,25           | 1950-1967 | EGP 0,36           |
| 1968-1978 | EGP 0,40           | 1979-1988 | EGP 0,60           | 1989      | EGP 0,83           |
| 1990      | EGP 1,50           | 1991      | EGP 3,00           | 1992      | EGP 3,33           |
| 1993-1998 | EGP 3,39           | 1999      | EGP 3,40           | 2000      | EGP 3,42 – 3,75    |
| 2001      | EGP 3,75 – 4,50    | 2002      | EGP 4,50 – 4,62    | 2003      | EGP 4,82 – 6,13    |
| 2004      | EGP 6,13 – 6,28    | 2005      | EGP 6,28 – 5,75    | 2006      | EGP 5,75           |

## Külső hivatkozások
- Jelenlegi és történelmi bankjegyek Egyiptom (németül) (angolul)